# Dlouhodobý pobyt
Dlouhodobý pobyt cizinců v České republice je jeden ze tří možných druhů pobytu cizinců ze třetích zemí na území České republiky (dalšími jsou krátkodobý pobyt do 90 dnů a trvalý pobyt) a je upraven cizineckým zákonem.
Je důležité rozlišovat mezi dlouhodobým vízem a dlouhodobým pobytem:
- dlouhodobé vízum je na dobu od 90 dnů do maximálně šesti měsíců,
- dlouhodobý pobyt je určen primárně pro cizince ze třetích zemí, kteří plánují na území České republiky pobývat déle jak šest měsíců.

O dlouhodobém pobytu nemá smysl hovořit u občanů Evropské unie, neboť u těch se v případě, že hodlají na území České republiky pobývat déle než 3 měsíce, aplikuje režim přechodného pobytu.

## Účely pobytu
Účel pobytu je jedna z podmínek k získání povolení k pobytu v České republice. Neplnění účelu pobytu je častým důvodem ke zrušení či neprodloužení pobytu. Cizinci ze třetích zemí nejvíce požádají o povolení dlouhodobého pobytu za následujícími účely:
- podnikání;
- společné rodinné soužití: o dlouhodobý pobyt za účelem společného rodinného soužití může žádat žadatel, který má rodinného příslušníka pobývajícího na území ČR (manžel či registrovaný partner, nezletilé nebo zletilé nezaopatřené dítě nositele nebo manžela nositele pobytu v ČR, rodič nebo potomek starší než 65 let, který se o sebe není schopen sám starat); nositel pobytu v ČR musí mít dlouhodobý pobyt či trvalý pobyt v ČR a žít v ČR nejméně 15 měsíců;

- studium;
- vědecký výzkum a
- zaměstnání.

## Kde a kdy podat žádost
Žádost je lze podat nejdříve 90 dnů a nejpozději 14 dní před vypršením platnosti víza k dlouhodobému pobytu
- na pracovišti ministerstva vnitra dle místa svého bydliště nebo
- na zastupitelském úřadě ČR v zemi původu žadatele v případě sloučení rodiny, zaměstnanecké či modré karty nebo vědeckého výzkumu.

## Co doložit k žádosti o dlouhodobý pobyt
Náležitosti k žádosti o dlouhodobý pobyt v ČR se liší podle účelu pobytu v ČR, existují však společné náležitosti ke každé žádosti o dlouhodobý pobyt:
- cestovní doklad;
- dvě fotografie;
- doklad o zajištění ubytování v ČR, kterým se v praxi se rozumí výpis z katastru nemovitostí (doklad o vlastnictví bytu či domu), nájemní nebo podnájemní smlouva nebo potvrzení o ubytování od majitele bytu nebo domu s ověřeným podpisem; podle cizineckého zákona stačí jedna z forem dokladu o ubytování, v praxi jich mohou některé úřady požadovat více;
- doklad o účelu pobytu na území ČR (typicky pracovní smlouva, povolení k zaměstnání, výpis z obchodního rejstříku, rodný list nebo oddací list pro účel sloučení rodiny, doklad o studiu);
- doklad o cestovním zdravotním pojištění a
- doklad o finančním zajištění k pobytu v ČR.

Dle účelu pobytu mohou být v řadě případů po cizinci požadovány také další doklady či potvrzení.

## Doklad o zajištění prostředků

### Pro účel studia
Studenti jsou povinni k žádosti o dlouhodobý pobyt za účelem studia doložit doklady o zajištění prostředků k pobytu a studiu v následující výši: při pobytu nebo studiu nad 30 dnů součet patnáctinásobku existenčního minima (2 200 Kč) a dvojnásobku existenčního minima za každý měsíc pobytu (15 x 2 200 Kč + 2 x 2 200 Kč = 37 400 Kč). Cizinec mladší 18 let je povinen prokázat finanční prostředky v poloviční výši.
Za doklad prokazující předmětné prostředky se považuje výpis z účtu v bance (na kterém je finanční částka v příslušné výši) nebo srovnatelný doklad od jiné instituce.

### Pro účel sloučení rodiny a podnikání
Lze prokázat příjem žadatele či příjem rodiny (členů rodiny), kteří s ním pobývají na území ČR. Jedná se o úhrnný příjem žadatele nebo úhrnný příjem celé rodiny, jde-li o účel společného soužití rodiny. Výše příjmu žadatele nebo rodiny nesmí nižší než součet částek životního minima žadatele a členů rodiny s ním pobývajících na území ČR.
Jde-li o příjmy ze zaměstnání, cizinec k žádosti předloží pracovní smlouvu nebo potvrzení zaměstnavatele o výši čistého výdělku. Pokud jde o příjmy z podnikání, je zapotřebí k žádosti předložit platební výměr daně z příjmu za poslední zdaňovací období, doklad z okresní správy sociálního zabezpečení (výpis o výši placeného pojistného) a doklad o výši zaplaceného pojistného na všeobecném zdravotním pojištění.